# En días como hoy
En días como hoy fue el programa matinal de Radio Nacional de España dirigido y presentado por Juan Ramón Lucas entre septiembre de 2007 y agosto de 2012.
Sustituyó a Las mañanas de Radio 1 de Olga Viza, programa emitido durante la temporada 2006-2007. El programa finalizó en septiembre de 2012, siendo sustituido en las mañanas de Radio Nacional por El día menos pensado, presentado por Manolo H. H.; tras la entrada del nuevo equipo directivo en RNE, encabezado por Leopoldo González-Echenique y Manuel Ventero.

## Estructura
En días como hoy arrancaba a las 6 de la mañana y terminaba a las 12 del mediodía. Se distinguían dos secciones bien diferenciadas. Por un lado, el tramo de actualidad (desde las 6 a las 9:40) a su vez subdividido en información (de 6:00 a 8:30) con desconexiones regionales, y análisis (de 8:30 a 9:40). Realizaban informativos territoriales a las 7:25 y a las 7:50. Por otra, a las 9:40 y hasta la finalización del programa, había entrevistas y se trataban temas de cultura, televisión, social, música, etc.

## Secciones
- "La mirada cítrica" con Roberto López, Mónica Chaparro y Luismi Martínez (lunes a jueves alrededor de las 10:22h).

- "Audiozapping" y "Verdadero o falso" con Fernando Ramos (de lunes a viernes).

- "Haciendo amigos" con Máximo Pradera (lunes y miércoles)

- "El personaje" (martes) y "Las cosas de Amela" (viernes) con Víctor Amela.

- "El microfonazo" con Manolo H. H..

- "Efemérides" con Nieves Concostrina (de lunes a viernes a las 07:35h).

- "Antes y después" con Rafa Roa (viernes).

- "Queremos saber": Cocina con Sacha Hormaechea (lunes); Literatura con Ignacio Elguero y Salud con Jesús Sánchez Martos (miércoles); Paleontología con Juan Luis Arsuaga (jueves); Naturaleza con Joaquín Araujo ( viernes).

- "Músicas": Música pop y rock con Manolo Fernández (lunes); Música ligera con Fernando Martín (martes); Flamenco con Teo Sánchez (miércoles); Músicas del mundo con Carlos Galilea (jueves); y Hip hop con Jota Mayúscula (jueves).

- "El diccionario de actualidad" con Marc Sala (de lunes a viernes a las 10:05h).

- "El cuento de Jorge Bucay" (lunes, 11:00h).

- "Estrenos de cine" con Yolanda Flores (viernes).

- "Blog económico" de Ernesto Ekaizer (martes y jueves).

## Equipo
- Subdirección: Araceli Palomeque y Marc Sala.

- Equipo de redacción: Laura Madrid, Helena Burgos, Elena Pérez, Araceli Sánchez, Mónica Muela, Alejandro Silva, Gonzalo Prieto, Santiago Echeverría y Yagoba Gutiérrez (informativo matinal) y Carlos Santos, Maribel Sánchez de Haro, Meritxell Planella, Loreto Souto, Paula Lobera, Paloma Cortina y Álvaro Soto.

- Equipo de producción: Mónica Sáinz, Mar del Val y Ana Ramos.

- Equipo técnico: Guillermo Willy Mercado (Realizador), Raúl Duque, Javier Garrido, José Enrique Martín y Juan Carlos Gómez (Técnicos de sonido).